# カメーバ
カメーバ (Kamoebas) は、特撮映画『ゲゾラ・ガニメ・カメーバ 決戦!南海の大怪獣』などに登場する架空の怪獣である。別名「大亀怪獣」。

## 登場作品
- 映画『ゲゾラ・ガニメ・カメーバ 決戦!南海の大怪獣』（1970年）
- 映画『ゴジラ×モスラ×メカゴジラ 東京SOS』（2003年）

特撮テレビ番組『行け!ゴッドマン』（1972年）にも登場した。

## 『ゲゾラ・ガニメ・カメーバ 決戦!南海の大怪獣』のカメーバ
無人宇宙船ヘリオス7号に付着して南太平洋のセルジオ島に飛来したアメーバ状の宇宙生物が、同種の宇宙生物によって怪獣化した巨大ガニの怪獣ガニメ（1体目）から抜け出して3集団に分離し、ジャングルのマタマタガメに1集団が憑依して生まれた怪獣。黄・白・青の鱗に黒褐色の体色を持つ。手足や首の皮膚は蛇腹状になっており、腹や手足などには細い鱗のモールドが施されている。這う状態から身体を起こして伸縮が可能な首を活かした頭突きが武器で、敵を頭突きで空中に弾き飛ばすことか可能。甲羅はガニメ以上の硬さを誇り、ガニメの鋏でも貫くことは不可能。動きがやや鈍いが怪力。超音波に弱く、身体をひっくり返されると動きが取れないことが弱点。
宇宙生物の弱点である超音波を放つコウモリを探す工藤とアヤ子の前に現れ、彼らを鍾乳洞まで追い込むが、そこにコウモリが生息していたことにより、退散する。その後、宇宙生物の支配から脱した小畑によって解き放たれたコウモリの群れに思考を乱されたうえ、ガニメ（2体目）との同士討ちに陥り、最後はガニメともども火山の噴火口に飲み込まれた。
- スーツアクターは中村晴吉[出典 8]。中村は東宝所属の俳優ではなく円谷プロダクション作品で怪獣役を務めていた人物で、ガニメ役の中島春雄はこのころは外部の俳優が怪獣役を務めることも多く記憶にないと述べている[29]。
- 名前は、「カメ」と「アメーバ」を合わせたもの[14]。
- 検討用台本『海の大怪獣 大襲撃』では、センザンコウがモチーフであった[30][23]。

造形
着ぐるみの造形は安丸信行。全身の粘土原型から石膏型が起こされ、細かい鱗の表現にこだわった造形が行われている。2本の牙や、背中の前向きのトゲは、同じ安丸による『怪獣総進撃』のアンギラスと共通している。腹部にチャックがあり、スーツアクターは下から入る構造になっている。後ろ足はスーツアクターの膝から先が入り、膝をつかずに演技できるように作られている。また、甲羅を長くすることによって膝部分を隠し、中の人間の体型を隠している。首や腹部などの表皮は、薄い発泡スチロールをランプの熱でサッと溶かし、粒状のディテールを生じさせている。ジャンプは操演で表現された。
カメーバの頭が勢いよく飛び出すギミックは、自転車の空気ポンプを仕込んだもので、フロンガスによって押し出される。首にはエキスパンダーのスプリングも仕込まれており、射出後に縮む構造となっている。特技監督の有川貞昌は、カメが首を引っ込める時の素早さを防御方法のひとつとして解釈したとの旨を述べている。頭が飛び出す際には「ポン」という音が鳴るため、スーツアクターの中村はこれに毎回驚かされたという。
劇中に登場するマタマタガメは、安丸がイシガメの甲羅にトゲのデコレートを乗せて出演させたもの。手足にばねの入った造形物も作られたが、本編では未使用。
安丸は、自身と模型電飾の高木明法とのコンビによる怪獣ではカメーバとガニメが一番であったが、スター性がなかったと述懐している。

## 『ゴジラ×モスラ×メカゴジラ 東京SOS』のカメーバ
宇宙生物がマタマタガメに付着して突然変異によって巨大化した怪獣。ゴジラと人知れず戦闘を繰り広げた後、頸部に巨大な爪で引っかいたような傷跡を負わされた死骸が、九十九里浜の海岸に打ち上げられる。作中では34年前と17年前にも発見されたと言われる。
ラストシーンでは、特生自衛隊特殊生物研究本部のDNA貯蔵庫に保管されている怪獣たちのDNAの1つにその名が記されている。
- 関連書籍などでは二代目カメーバとも表記される[37][53]。
- 公開直前に掲載された『てれびくん』2003年10月号では、ゴジラに住み家を荒らされたことに怒って戦い始めたとする前日譚が語られ、後日に打ち上げられたと解説されている[54][41]。
- 本来は宇宙生物の影響で誕生した怪獣であるにもかかわらず複数回出現している理由について、『ゴジラ×モスラ×メカゴジラ 東京SOS超全集』では「突然変異を起こす要因が元々セルジオ島の生物の遺伝子の中に組み込まれていた」[48]、『ファンタスティックコレクション ゴジラ×モスラ×メカゴジラ 東京SOS』では「ごく短期間に最初の個体が産卵していた」[46]と推測されている。

制作
準備稿では首長竜、決定稿では古代ジュラ紀の海棲爬虫類・リオプレウロドンと記述されていたが、監督の手塚昌明からの要望により、カメーバに変更された。手塚は、海の生物かつゲストとして意外性のある怪獣を出したかったと述べている。アンギラスの死骸とする案も存在したが、「人気怪獣に死体役はやらせられない」とするプロデューサーの富山省吾に却下され、次回作『ゴジラ FINAL WARS』にアンギラスが出演することとなった。
カメーバの過去の出現歴についてのセリフは手塚によって追加されたものであり、脚本を担当した横谷昌宏は手塚なりの意図があったのだろうと述べている。

造型
着ぐるみは製作されず、発泡スチロールと粘土で作られた1.5メートルのプロップ1体のみが用いられた。プロップ製作はモンスターズ、頭部原型は伊藤成昭がそれぞれ担当。造型プロデューサーの若狭新一は、『南海の大怪獣』で造型を手掛けた安丸信行に原型製作を依頼したが、あっさり断られたと述べている。死骸ゆえに動かないため、マット画などでデジタル処理するという選択肢もあったが、実景風に撮りたいという要望が挙がり、プロップを制作することとなった。
プロップは、実景との合成の兼ね合いもあり、大きめとなっている。画面には映らない腹部のディテールも、細かく塗装・造型されている。撮影は、東宝スタジオ大プールに砂浜のセットを組んで行われた。
撮影終了後には保管され、2018年12月19日から2019年1月27日まで日本工学院専門学校にて開催された展示会「特撮のDNA　-『ゴジラ』から『シン・ゴジラ』まで-」に展示された。

## 『行け!ゴッドマン』のカメーバ
南太平洋のヘルナップ海溝（架空の海溝）に生息する、巨大なカメの怪獣。海岸にてデート中の男女2人組の前に突然現れるが、駆けつけたゴッドマンにほぼ無抵抗のまま殴られ続け、海中へ逃げ去る。海の怪獣であるが、陸上でも2本足で立って戦う。頑丈な頭部を活かした頭突き攻撃で敵を弾き飛ばす。
- 着ぐるみは下顎がない[2][71]。

## 小説『GODZILLA 怪獣黙示録』のカメーバ
アニメ映画『GODZILLA 怪獣惑星』の前日譚に当たる小説『GODZILLA 怪獣黙示録』に登場。作中世界の2002年に確認された1体目をはじめ、複数の個体の出現が確認されており、バンカーバスターの直撃にも耐える甲羅を持つ。1体目はドゴラの駆除から3日後のフィリピンに出現した。2体目（カメーバII）はグアムに出現した。4体目（カメーバIV）は死骸として小笠原諸島の大戸島に打ち上げられたもので、ゴジラの存在を裏付ける最初の物証となる。